# O Lapa Azul
O Lapa Azul é um documentário brasileiro de 2007 que relata as experiências dos pracinhas brasileiros, do III Batalhão do 11º Regimento de Infantaria da Força Expedicionária Brasileira (FEB) durante a II Guerra Mundial.

## Sinopse
O documentário O Lapa Azul — codinome do III Batalhão do 11º RI, revive a trajetória dos jovens do interior mineiro que integraram a Força Expedicionária Brasileira (FEB), durante a II Guerra Mundial. A grande maioria dos seus soldados era composta por jovens agricultores e empregados do pequeno comércio. Oriundos do meio civil e sem qualquer experiência militar, eles receberam a missão de enfrentar a temível máquina de guerra nazi-fascista.
A produção da obra efetuou uma minuciosa pesquisa histórica e iconográfica, ao longo de quase três anos, incluindo a gravação de dezenas de entrevistas com os veteranos do Batalhão em Minas Gerais, em São Paulo e no Rio de Janeiro. Apresenta fotografias, filmes e vídeos raros — muitos inéditos — colhidos no Brasil, na Itália e nos Estados Unidos. Conta ainda, com animações digitais de última geração, reproduzindo o território italiano através imagens de satélite cedidas pela NASA.
O Lapa Azul destaca o verdadeiro choque cultural ocorrido entre brasileiros, italianos, alemães e americanos, no verdadeiro caldeirão de culturas em que se transformou a Península italiana em 1944-1945. Fruto desse choque — potencializado pela crueza da guerra, cedo foi desfeito o tênue verniz civilizatório que recobre a natureza humana. Do convívio entre pessoas de variadas origens, transpareceram as diferentes virtudes e vícios de cada povo, levando-nos a um profundo questionamento sobre os valores da nossa própria nacionalidade.

## Equipe de produção
- Durval Lourenço Pereira  - produtor e diretor
- Mauro Pianta - diretor de fotografia
- Adriana Rezende - roteiro
- Juliane Nazareth - produção
- Alessandro Ribeiro - ilustrações digitais
- Marisol Mandarino/Kathy Mutz - tradução/inglês
- Mário Pereira - tradução/italiano
- Insight Vídeo - animação, edição e masterização
- Zico e Zeca - música original

## O Documentário
A memória da Força Expedicionária Brasileira (FEB) na II Guerra Mundial é quase desconhecida por nossos jovens. Dizer que 63 anos atrás, soldados brasileiros estiveram na Europa, lutando contra o nazi-fascismo, no maior conflito da história da humanidade, causa estranheza às novas gerações.
 Consultando os livros escolares de História do Brasil, verifica-se o motivo de tal desconhecimento. Em muitos deles a participação da FEB resume-se a uma linha. Em alguns, ela é sequer mencionada.Por seu turno, a bibliografia militar especializada prioriza os aspectos táticos, estratégicos e as implicações políticas da guerra, em particular, a ação dos líderes militares e civis, deixando o relato do simples soldado no anonimato.

A concepção do documentário visa preencher este hiato histórico, abordando o conflito sob a ótica daquele que carregou o mais pesado fardo na II Guerra Mundial — e o faz em todas as guerras: o soldado de infantaria.

A obra revive a memória dos integrantes do III Batalhão do 11º Regimento de Infantaria, conhecido como o "Lapa Azul", formado, em sua maioria, por jovens oriundos das classes humildes do interior  mineiro.Os integrantes do “Lapa Azul” venceram limitações consideradas insuperáveis para um exército sul-americano. Transpuseram obstáculos que iam desde os de ordem estrutural até o ceticismo dos seus compatriotas." Por fim, aprenderam a guerrear. Sobrepujaram as experientes forças nazi-fascistas em meio à lama e a neve, nas montanhas dos Montes Apeninos italianos.

Mesclando modelos digitais do terreno com imagens de satélite cedidas pela NASA — uma técnica inédita na produção audiovisual brasileira, foi possível reproduzir os campos de batalha onde o “Lapa Azul” eternizou o seu nome na História. A reprodução daqueles cenários, juntamente com a exibição de filmes, vídeos e fotografias raras, oriundas de bibliotecas e acervos pessoais no Brasil, na  Itália e nos EUA, serviram de base para reviver as aventuras, os dramas e os conflitos pessoais dos veteranos entrevistados.
O documentário nasceu inspirado na luta e na garra dos nossos “pracinhas”, destacando aquele que foi o momento mais importante do Brasil, no cenário internacional, durante o século XX.
Mais que um exercício de memória, O "Lapa Azul" exalta o verdadeiro espírito do brasileiro: humilde, generoso e pacífico por natureza, mas capaz de transformá-lo em guerreiro quando é preciso, na defesa da soberania e da liberdade da nossa terra.

## Trilha sonora
A trilha sonora do documentário foi composta pelo músico Fernando Barreto. A seguir, três de suas composições para a obra:
TEMA_PRINCIPAL.ogg‎ (Áudio Ogg Vorbis, 1m10s de duração, 63kbps)
Lembranças.ogg‎ (Áudio Ogg Vorbis, 1m44s de duração, 53kbps)

ATAQUE.ogg‎ (Áudio Ogg Vorbis, 2m16s de duração, 119kbps)
Além das trilhas compostas por Fernando Barreto, a produção do "Lapa Azul"  recebeu a prestimosa colaboração da dupla sertaneja Zico e Zeca, que autorizou a inserção na obra da comovente canção Pracinha (Teddy Vieira / Serrinha) composta em homenagem aos pracinhas brasileiros na década de 40.